# 津知村
津知村（つじむら）は、茨城県行方郡にかつて存在した村である。

## 地理
- 現在の潮来市の中部に位置する。
- 村域は台地と平地が入り組む谷戸が多い地形になっている。

## 歴史

### 村域の変遷
- 1889年（明治22年）4月1日 - 町村制施行により、辻村・築地村が合併し行方郡津知村が発足。
- 1955年（昭和30年）2月11日 - 津知村は潮来町・大生原村・延方村とともに合併し潮来町が発足。津知村は消滅。

変遷表
| 1868年 以前 | 1868年 以前 | 明治22年 4月1日 | 昭和30年 2月11日 | 平成13年 4月1日 | 現在   |
| ----------- | ----------- | --------------- | ---------------- | --------------- | ------ |
|             | 辻村        | 津知村          | 潮来町           | 市制            | 潮来市 |
|             | 築地村      | 津知村          | 潮来町           | 市制            | 潮来市 |

## 人口・世帯

### 人口
総数 [単位： 人]
| 1891年（明治24年） | 1,547 |
| 1924年（大正13年） | 1,718 |
| 1935年（昭和10年） | 1,810 |
| 1950年（昭和25年） | 2,242 |
| 1955年（昭和30年） | 2,265 |

### 世帯
総数 [単位： 世帯]
| 1920年（大正 9年） | 334 |
| 1935年（昭和10年） | 328 |
| 1950年（昭和25年） | 383 |
| 1955年（昭和30年） | 389 |

## 交通

### 道路
- 二級国道
  - 国道123号（ → 国道51号）